# 22819 Davidtao
22819 Davidtao (1999 RY26) là một tiểu hành tinh vành đai chính được phát hiện ngày 7 tháng 9 năm 1999 bởi Nhóm nghiên cứu tiểu hành tinh gần Trái Đất phòng thí nghiệm Lincoln ở Socorro.